# Ulianiniidae
Ulianiniidae är en familj av plattmaskar. Ulianiniidae ingår i ordningen Prolecithophora, fylumet plattmaskar och riket djur.
Ulianiniidae är enda familjen i ordningen Prolecithophora.